# Operní festival v Orange
Chorégies d'Orange je mezinárodní festival operní a klasické hudby, který se koná každoročně v červenci a srpnu v římském divadle pod širým nebem v jihofrancouzském městě Orange.
Jedná se o nejstarší festival ve Francii.  Jeho původ sahá do roku 1869, ve své současné podobě probíhá od roku 1971.
Obvykle jsou v rámci festivalu uváděny dvě známé opery, každá dvakrát, před obecenstvem téměř 9000 osob. Představení jsou často vysílána veřejnoprávní televizí France Telévisions.

## Historie

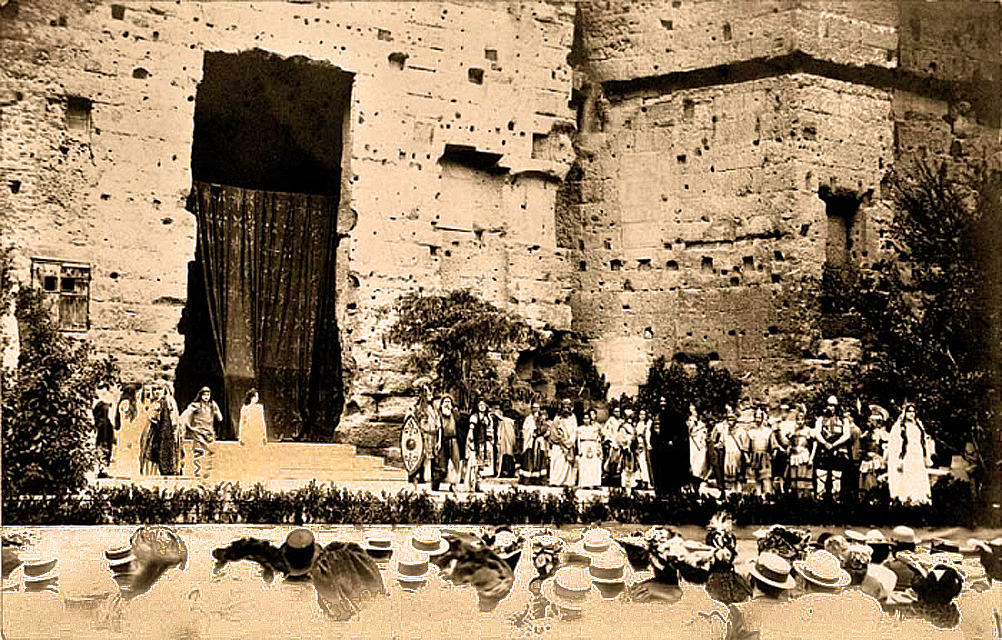
Římské slavnosti v roce 1869.

Letní představení se konají od roku 1860 ve starověkém divadle, jehož renovace začala v roce 1825. V roce 1869 byla založena novodobá tradice římských slavností se zahajovací operou Josef v Egyptě Étienna Nicolase Méhula. 
V roce 1902 byl festival přejmenován na Chorégies (z řeckého choreos - „sbory“), který odkazuje na výjimečnou akustiku, kterou jevišti propůjčuje vysoká zeď.
Chorégies nabízeli divadlo, operu a koncerty po celé století a přivítali velká jména z francouzské scény, například Sarah Bernhardt pro Phèdre v roce 1903. ; Tam jsou namontovány zejména Oidipus King od Jules Lacroix, po Sofokles, Andromache od Jean Racine a Antigone  . Dionysos, lyrická tragédie ve třech dějstvích Joachima Gasqueta, se hraje v antickém divadle1. 
1. default 1904 . Umělci Opéra de Paris a Comédie-Française udrželi monopol na jevišti až do druhé světové války . Poté se festival otevírá soukromým společnostem. Numance od Cervantese zde byla provedena společností Renaud-Barrault v roce 1965.

V současné době se Chorégies usiluje o vytvoření řady představení na významných starověkých místech Středomoří (v červnu 2011 představení Aidy na operním festivalu Mrtvého moře v Massadě, další projekty jsou plánované v Libanonu a Maroku) a o zařazení dalších míst, například v Abú Zabí či Kataru. 

## Místo představení
Představení a koncerty se konají ve starověkém divadle, římském divadle postaveném v 1. století n. l., které pojme asi 8 600 diváků.
37 metrů vysoká pódiová stěna nabízí unikátní prostředí pro dekorace. Zaručuje také dobrou akustiku představení, která se konají venku.

Instalace ve starověkém divadle však dělá festival závislým na počasí a představení musela být někdy na poslední chvíli odložena nebo zrušena, buď kvůli bouřce nebo nedostatečným zkouškám.

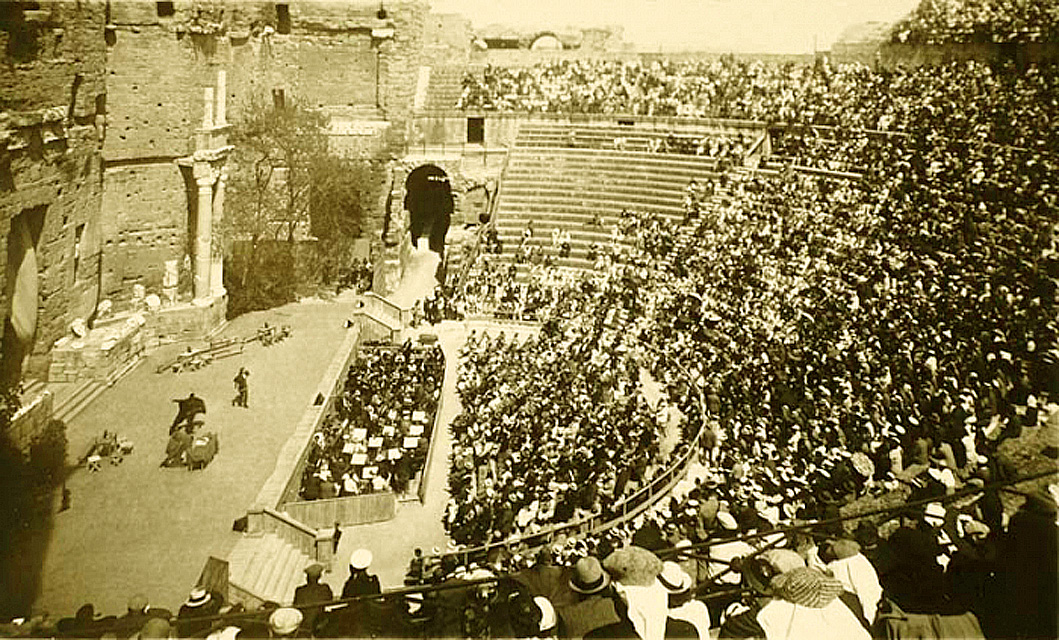
Chorégies 1920.
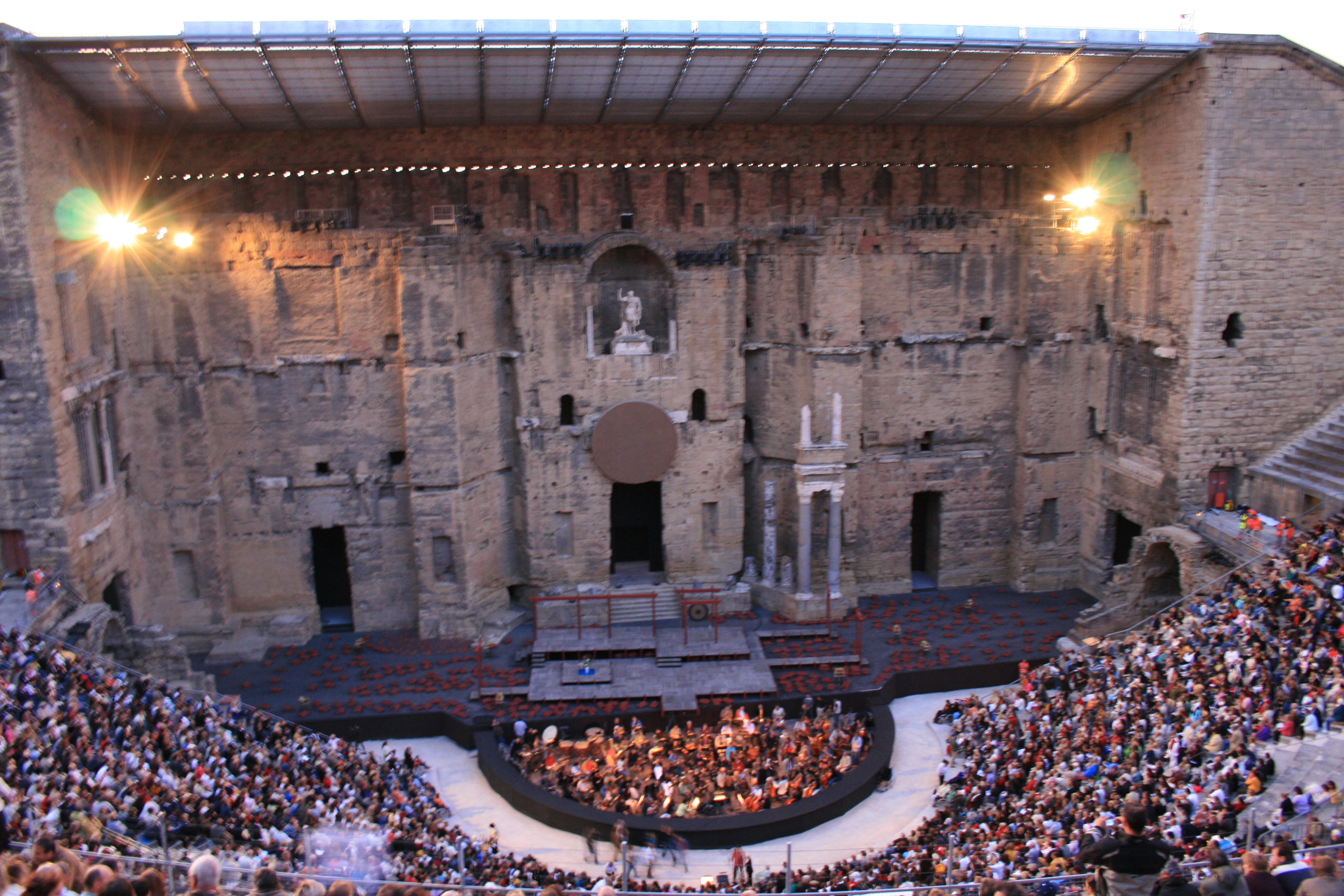
Chorégies 2007.
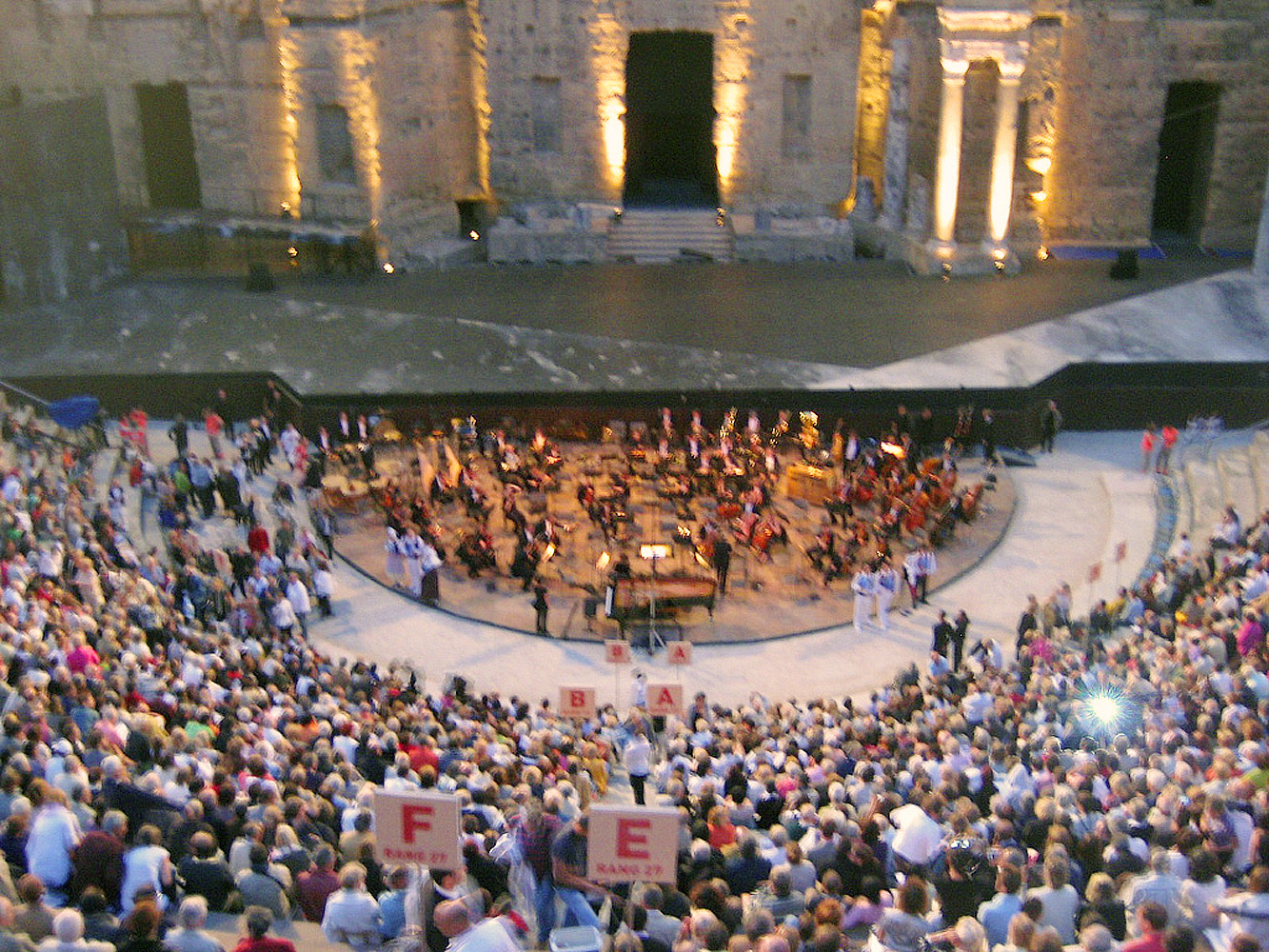
Chorégies 2009.

## Uvedené opery

### Od roku 1968
| Ročník | Titul                   | Autor       | Režie                       | Výprava              |
| ------ | ----------------------- | ----------- | --------------------------- | -------------------- |
| 1968   | Aida                    | Verdi       | Giuseppe Morelli            | Gérard Boireau       |
| 1969   | Faust                   | Gounod      | Louis de Froment            | Gérard Boireau       |
| 1970   | Mireille                | Gounod      | Louis de Froment            | Gérard Boireau       |
| 1972   | Il Trovatore            | Verdi       | Reynald Giovaninetti        | Charles Hamilton     |
| 1973   | Tristan und Isolde      | Wagner      | Karl Böhm                   | Nikolaus Lehnhoff    |
| 1974   | Salome                  | Strauss     | Rudolf Kempe                | Alfred Wopmann       |
| 1974   | Norma                   | Bellini     | Giuseppe Patanè             | Sandro Sequi         |
| 1975   | Die Walküre             | Wagner      | Rudolf Kempe                | Paul Hager           |
| 1975   | Otello                  | Verdi       | Lorin Maazel                | Giancarlo Sbragia    |
| 1976   | Aida                    | Verdi       | Thomas Schippers            | Sandro Sequi         |
| 1976   | Lohengrin               | Wagner      | Marek Janowski              | August Everding      |
| 1977   | Lucia di Lammermoor     | Donizetti   | Carlo Felice Cillario       | Gian Carlo Sbragia   |
| 1977   | Fidelio                 | Beethoven   | Zubin Mehta                 | Alfred Wopmann       |
| 1978   | Samson et Dalila        | Saint-Saëns | Daniel Barenboim            | Carlo Maestrini      |
| 1978   | Macbeth                 | Verdi       | Nello Santi                 | Sandro Sequi         |
| 1979   | Turandot                | Puccini     | Nello Santi                 | Alfred Wopmann       |
| 1979   | Parsifal                | Wagner      | Wolfgang Sawallisch         | August Everding      |
| 1980   | Rigoletto               | Verdi       | Lamberto Gardelli           | Leif Söderström      |
| 1980   | Der fliegende Holländer | Wagner      | Michael Tilson Thomas       | Helge Thoma          |
| 1981   | Die Zauberflöte         | Mozart      | John Eliot Gardiner         | Alfred Wopmann       |
| 1981   | Il Trovatore            | Verdi       | Garcia Navarro              | Giancarlo del Monaco |
| 1982   | La Forza del destino    | Verdi       | Miguel Angel Gómez-Martínez | Margarita Wallmann   |
| 1982   | Nabucco                 | Verdi       | Maurizio Arena              | Gérard Boireau       |
| 1983   | Aida                    | Verdi       | Michelangelo Veltri         | Giancarlo del Monaco |
| 1983   | La Gioconda             | Ponchielli  | Eugenio Marco               | Paolo Trevisi        |
| 1983   | Turandot                | Puccini     | Gaetano Delogu              | Gérard Boireau       |
| 1984   | Don Carlos              | Verdi       | Thomas Fulton               | Jean-Claude Auvray   |
| 1984   | Carmen                  | Bizet       | Jean-Claude Casadesus       | René Terrasson       |
| 1985   | Simon Boccanegra        | Verdi       | Maurizio Arena              | Jacques Karpo        |
| 1985   | Boris Godunov           | Musorgskij  | Thomas Fulton               | Jean-Claude Auvray   |
| 1986   | Tannhäuser              | Wagner      | Christof Perick             | Jacques Karpo        |
| 1986   | Macbeth                 | Verdi       | Thomas Fulton               | Patrika Ionesco      |
| 1987   | Der fliegende Holländer | Wagner      | Christof Perick             | Nicolas Joel         |
| 1987   | Hérodiade               | Massenet    | Jacques Delacôte            | Lofti Mansouri       |
| 1988   | Der Ring der Nibelungen | Wagner      | Marek Janowski              | Jean-Claude Riber    |
| 1989   | Die Zauberflöte         | Mozart      | Hans Graf                   | Richard Dembo        |
| 1989   | Nabucco                 | Verdi       | Thomas Fulton               | Nicolas Joel         |
| 1990   | Don Carlos              | Verdi       | Thomas Fulton               | Jean-Claude Auvray   |
| 1990   | Faust                   | Gounod      | Michel Plasson              | Nicolas Joel         |
| 1991   | Elektra                 | Strauss     | Marek Janowski              | Jean-Claude Auvray   |
| 1991   | Aida                    | Verdi       | Michel Plasson              | Nicolas Joel         |
| 1992   | Carmen                  | Bizet       | Michel Plasson              | Yannis Kokkos        |
| 1992   | Il Trovatore            | Verdi       | Thomas Fulton               | Vittorio Rossi       |
| 1993   | La traviata             | Verdi       | Michel Plasson              | Francesca Zambello   |
| 1993   | Otello                  | Verdi       | Alain Guingal               | Andreï Serban        |
| 1994   | Nabucco                 | Verdi       | Maurizio Arena              | Nicolas Joel         |
| 1994   | Tosca                   | Puccini     | Michel Plasson              | Yannis Kokkos        |
| 1995   | Aida                    | Verdi       | Georges Prêtre              | Charles Roubaud      |
| 1995   | Rigoletto               | Verdi       | Pinchas Steinberg           | Dieter Kaegi         |

| Ročník | Titul                            | Autor                   | Režie                  | Výprava                  |
| ------ | -------------------------------- | ----------------------- | ---------------------- | ------------------------ |
| 1996   | Don Giovanni                     | Mozart                  | Jeffrey Tate           | Yannis Kokkos            |
| 1996   | La Forza del destino             | Verdi                   | Michel Plasson         | Jean-Claude Auvray       |
| 1997   | Lucia di Lammermoor              | Donizetti               | Louis Langrée          | Robert Fortune           |
| 1997   | Turandot                         | Puccini                 | Michel Plasson         | Charles Roubaud          |
| 1997   | Tristan und Isolde               | Wagner                  | Marek Janowski         | (koncertantní provedení) |
| 1998   | Carmen                           | Bizet                   | Michel Plasson         | Nicolas Joel             |
| 1998   | Nabucco                          | Verdi                   | Leonard Slatkin        | Stefano Vizioli          |
| 1999   | La traviata                      | Verdi                   | Bertrand de Billy      | Robert Fortune           |
| 1999   | Norma                            | Bellini                 | Evelino Pido           | Charles Roubaud          |
| 2000   | Tosca                            | Puccini                 | Gary Bertini           | Jean-Claude Auvray       |
| 2000   | Les Contes d’Hoffmann            | Offenbach               | Michel Plasson         | Jérôme Savary            |
| 2001   | Don Carlos                       | Verdi                   | Pinchas Steinberg      | Charles Roubaud          |
| 2001   | Rigoletto                        | Verdi                   | Marco Guidarini        | Paul-Émile Fourny        |
| 2001   | Aida                             | Verdi                   | Elijahu Inbal          | Nicolas Joel             |
| 2002   | Roméo et Juliette                | Gounod                  | Michel Plasson         | Nicolas Joel             |
| 2002   | Kouzelná flétna                  | Mozart                  | Christopher Hogwood    | Gilles Bouillon          |
| 2003   | La traviata                      | Verdi                   | Pinchas Steinberg      | Robert Fortune           |
| 2003   | Otello                           | Verdi                   | Evelino Pido           | Nicolas Joel             |
| 2004   | Carmen                           | Bizet                   | Myung-Whun Chung       | Jérôme Savary            |
| 2004   | Nabucco                          | Verdi                   | Pinchas Steinberg      | Charles Roubaud          |
| 2005   | La Bohème                        | Puccini                 | Jesus Lopez-Cobos      | Nicolas Joel             |
| 2005   | Les Contes d’Hoffmann            | Offenbach               | Michel Plasson         | Jérôme Savary            |
| 2006   | Aida                             | Verdi                   | Michel Plasson         | Charles Roubaud          |
| 2006   | Lucia di Lammermoor              | Donizetti               | Marco Guidarini        | Paul-Émile Fourny        |
| 2007   | Madame Butterfly                 | Puccini                 | Jutaka Sado            | Mireille Larroche        |
| 2007   | Il Trovatore                     | Verdi                   | Gianandrea Noseda      | Charles Roubaud          |
| 2008   | Carmen                           | Bizet                   | Michel Plasson         | Nadine Duffaut           |
| 2008   | Faust                            | Gounod                  | Michel Plasson         | Nicolas Joel             |
| 2009   | La traviata                      | Verdi                   | Myung-Whun Chung       | Frédéric Bélier-Garcia   |
| 2009   | Cavalleria Rusticana / Pagliacci | Mascagni / Leoncavallo  | Georges Prêtre         | Jean-Claude Auvray       |
| 2010   | Tosca                            | Puccini                 | Mikko Franck           | Nadine Duffaut           |
| 2010   | Mireille                         | Gounod                  | Alain Altinoglu        | Robert Fortune           |
| 2011   | Aida                             | Verdi                   | Tugan Sokhiev          | Charles Roubaud          |
| 2011   | Rigoletto                        | Verdi                   | Roberto Rizzi-Brignoli | Paul-Émile Fourny        |
| 2012   | La Bohème                        | Puccini                 | Myung-Whun Chung       | Nadine Duffaut           |
| 2012   | Turandot                         | Puccini                 | Michel Plasson         | Charles Roubaud          |
| 2013   | Der Fliegende Holländer          | Wagner                  | Mikko Franck           | Charles Roubaud          |
| 2013   | Un ballo in maschera             | Verdi                   | Alain Altinoglu        | Jean-Claude Auvray       |
| 2014   | Nabucco                          | Verdi                   | Pinchas Steinberg      | Jean-Paul Scarpitta      |
| 2014   | Otello                           | Verdi                   | Myung-Whun Chung       | Nadine Duffaut           |
| 2015   | Carmen                           | Bizet                   | Mikko Franck           | Louis Désiré             |
| 2015   | Il Trovatore                     | Verdi                   | Bertrand de Billy      | Charles Roubaud          |
| 2016   | Madame Butterfly                 | Puccini                 | Mikko Franck           | Nadine Duffaut           |
| 2016   | La traviata                      | Verdi                   | Daniele Rustioni       | Louis Désiré             |
| 2017   | Rigoletto                        | Verdi                   | Mikko Franck           | Charles Roubaud          |
| 2017   | Aida                             | Verdi                   | Paolo Arrivabeni       | Paul-Émile Fourny        |
| 2018   | Mefistofele                      | Arrigo Boito            | Giampaolo Bisanti      | Jean-Louis Grinda        |
| 2018   | Il barbiere di Siviglia          | Gioacchino Rossini      | Nathalie Stutzmann     | Adriano Sinivia          |
| 2019   | Guillaume Tell                   | Gioacchino Rossini      | Gianluca Capuano       | Jean-Louis Grinda        |
| 2019   | Don Giovanni                     | Wolfgang Amadeus Mozart | Frédéric Chaslin       | Davide Livermore         |

Ročník 2020 musel být zrušen kvůli pandemii covidu-19, nicméně zahajovací program „Musiques en fête“, se mohl uskutečnit.